# Кролла, Энтони
Энтони Кролла (англ. Anthony Crolla; род. 16 ноября 1986, Манчестер, Великобритания) — британский боксёр-профессионал, выступающий в лёгкой весовой категории. Чемпион мира (по версии WBA, 2015—2016).

## Профессиональная карьера
Дебютировал на профессиональном ринге в 2006 году в лёгкой весовой категории.
В 2010 году завоевал первый титул — чемпиона Англии по версии BBBofC. В следующем году завоевал титул чемпиона Великобритании.
В 2012 году проиграл титул нокаутом будущему чемпиону мира, британцу Дерри Мэтьюсу. В этом же году Энтони Кролла победил по очкам не имеющего поражений Кирена Фаррелла (14-0).
В 2013 году Кролла свёл вничью бой с Дерри Мэтьюсом и победил экс-чемпиона мира Гэвина Риза.
В 2014 году Кролла свёл вничью бой с мексиканцем Гамалиэлем Диасом.
В 2015 году Кролла провёл два поединка с чемпионом мира по версии WBA, колумбийцем Дайрлейсем Пересом. В первом бою была ничья, а во втором Кролла нокаутировал Переса и стал новым чемпионом мира в весовой категории до 61,2 кг.
В 2016 году Кролла провёл успешную защиту, нокаутировав небитого ранее Исмаэля Барросо.